# 堪察加半島歷年地震

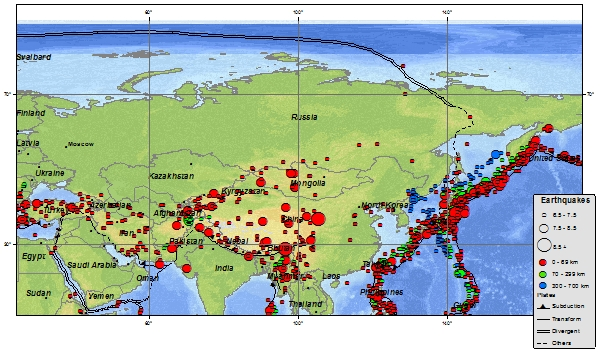
俄羅斯及其周邊地區地震地圖（1900-2012年）。大部分地震發生在堪察加地區。

堪察加地震是俄羅斯東部堪察加半島在1737年、1841年、1923年、1952年和2025年發生的數次大型地震，由太平洋板塊在千島海溝沉入鄂霍次克板塊引起，五次地震皆引發海嘯。該地區還發生了多起地震和海嘯。

## 地殼構造
堪察加半島南部位於聚合性板塊邊緣之上，太平洋板塊沿著千岛海沟 (千島-堪察加海溝, Kuril-Kamchatka Trench) 線俯衝至鄂霍次克板块(鄂霍次克微板塊, Okhotsk microplate ) 之下。兩個板塊之間的彙聚速度約為每年86 mm。地震是由於沿著兩個板塊之間的巨型斷裂邊緣、在下降的太平洋板塊內以及在覆蓋的鄂霍次克板塊內的斷裂所產生。半島北部遠離千岛海沟與阿留申海沟的匯合邊界，但橫跨北美板塊內兩個區塊 (Kolyma-Chukotka 與 Bering Sea microplates) 的邊界。此邊界同時容納了活躍的縮短和右側走向滑動，橫跨一系列大型的西南-東北走向的斷層。

## 歷年地震
- 1737年10月16日：震央位於座標52°30′N 159°30′E / 52.500°N 159.500°E，估計面波震級8.3Ms、矩震級9.0Mw。
- 1841年5月17日：震央位於座標52°5′N 159°5′E / 52.083°N 159.083°E，估計矩震級9+Mw。
- 1923年2月4日：震央位於座標54°0′N 161°0′E / 54.000°N 161.000°E，估計矩震級8.3至8.5Mw。
- 1952年11月4日：震央位於座標52°45′N 159°30′E / 52.750°N 159.500°E，矩震級9.0Mw。
- 1959年5月4日（英语：1959 Kamchatka earthquake），發生8.3MW地震，震源深度55公里，最大有感度8度。
- 2025年7月30日：震央位於座標52°53′N 160°16′E / 52.883°N 160.267°E，矩震級8.8Mw。

## 外部連結
- （俄文） Землетрясения на Командорских островах.
- （俄文） Землетрясения на Камчатке: информация, впечатления жетелей Камчатки （页面存档备份，存于）.

|  | 这是一个同类索引条目，列出擁有相同或近似名稱的同類型項目。 若您循內部連結來到此頁面，請考慮修正該，將其指向正確的條目。 |